# .is
.is es el dominio de nivel superior geográfico (ccTLD) para Islandia.